# Newton Hamilton
Newton Hamilton és una població dels Estats Units a l'estat de Pennsilvània. Segons el cens del 2000 tenia 272 habitants.

## Demografia
Segons el cens del 2000, Newton Hamilton tenia 272 habitants, 99 habitatges, i 79 famílies. La densitat de població era de 617,8 habitants/km².
Dels 99 habitatges en un 43,4% hi vivien nens de menys de 18 anys, en un 60,6% hi vivien parelles casades, en un 11,1% dones solteres, i en un 20,2% no eren unitats familiars. En el 18,2% dels habitatges hi vivien persones soles l'11,1% de les quals corresponia a persones de 65 anys o més que vivien soles. El nombre mitjà de persones vivint en cada habitatge era de 2,75 i el nombre mitjà de persones que vivien en cada família era de 3,04.
Per edats la població es repartia de la següent manera: un 30,5% tenia menys de 18 anys, un 8,8% entre 18 i 24, un 27,6% entre 25 i 44, un 21,3% de 45 a 60 i un 11,8% 65 anys o més.
L'edat mediana era de 32 anys. Per cada 100 dones de 18 o més anys hi havia 90,9 homes.
La renda mediana per habitatge era de 30.357 $ i la renda mediana per família de 32.500 $. Els homes tenien una renda mediana de 29.286 $ mentre que les dones 25.625 $. La renda per capita de la població era d'11.584 $. Entorn del 6% de les famílies i el 8,1% de la població estaven per davall del llindar de pobresa.

## Poblacions més properes
El següent diagrama mostra les poblacions més properes.